# Mont Chūbetsu
Le mont Chūbetsu (忠別岳) est une montagne culminant à 1 963 m d'altitude dans les monts Ishikari en Hokkaidō au Japon. C'est un stratovolcan andésitique.